# Vardaan Arora
Vardaan Arora (* 22. April 1992) ist ein US-amerikanischer Sänger, Songwriter und Schauspieler indischer Herkunft.

## Leben
Vardaan Arora wurde in Neu-Delhi in Indien geboren. Er studierte Theater an der New York University’s Tisch School of the Arts.
Er lebt als offen schwuler Mann und ist Single.

## Karriere
Vardaan Aroras Karriere begann mit seiner Debüt-Single Feel Good Song im Jahr 2016. Der von Arora selbst geschriebene Song platzierte sich in den Spotify’s Viral 50. Nachdem er 2018 die Single What If veröffentlichte, wurde Vardaan Arora vom Billboard-Magazin unter den „12 LGBTQ Musicians to Discover During Pride Month“ aufgelistet. 2019 folgten die Singles January und Thirty under thirty.
Als Schauspieler erschien Vardaan Arora in dem Netflix-Thriller Gypsy und in dem Film Wrong Turn – The Foundation.
Vardaan Arora zeigt sich als Aktivist für die LGBT-Community und setzt sich für mehr Bewusstsein für mentale Gesundheit ein.
Im August 2020 veröffentlichte Vardaan Arora sein erstes Album, Heartbreak On The Dance Floor. Das Album wurde von den Magazinen Billboard und Rolling Stone gelobt.